# Marek Suchý
Marek Suchý (Prága, Csehszlovákia, 1988. március 29. –) cseh labdarúgó, jelenleg a Mladá Boleslav hátvédje. A cseh válogatott tagjaként ott volt a 2012-es Európa-bajnokságon.

## Pályafutása
Suchý 1993-ban került a Slavia Praha ifiakadémiájára, majd 2005-ben került fel az első csapathoz. 2008-ban a Rangers mellett angol, francia és német csapatokkal is szóba hozták, ekkor azonban még a csapatánál maradt. 2009. november 24-én távozott a Slaviától, a Szpartak Moszkva egy évre kölcsönvette, majd véglegesen is leigazolta.

### A válogatottban
Suchý tagja volt annak az U20-as cseh válogatottnak, amelyik ezüstérmet szerzett a 2007-es U20-as vb-n. Tagja volt a 2012-es Eb-n részt vevő cseh válogatott keretének.

## Sikerei, díjai

### Klubcsapatban

#### Slavia Praha
- Cseh bajnok: 2007/08, 2008/09

## Fordítás
- Ez a szócikk részben vagy egészben  a   Marek Suchý című angol Wikipédia-szócikk fordításán alapul.  Az eredeti cikk szerkesztőit annak laptörténete sorolja fel. Ez a jelzés csupán a megfogalmazás eredetét és a szerzői jogokat jelzi, nem szolgál a cikkben szereplő információk forrásmegjelöléseként.

## Külső hivatkozások
- Marek Suchý válogatottbeli statisztikái
- Marek Suchý adatlapja a Szpartak Moszkva honlapján Archiválva 2012. június 14-i dátummal a Wayback Machine-ben
- Marek Suchý adatlapja a Cseh labdarúgó-szövetség oldalán (csehül)
- Marek Suchý adatlapja a Fortunaliga.cz oldalán (angolul)